# Quercus ithaburensis
Espèce
Classification phylogénétique
Répartition géographique
Quercus ithaburensis, aussi appelé chêne du mont Thabor, chêne velani ou chêne de Grèce, est une espèce d'arbre de la famille des Fagacées.

## Répartition
On le trouve dans le Sud-Est de l'Europe (Italie, Grèce, Albanie) et surtout au Proche-Orient (Liban, Israël, Syrie, Turquie) où il apprécie les hivers doux, ses peuplements dépassent rarement l'altitude de 600 m. Son extension occidentale (Italie du sud, Crète) serait due à son introduction par les colons grecs durant l'antiquité, cette espèce est en effet absente de la flore endémique de Sicile et de Chypre.

## Description
Le chêne du mont Thabor peut atteindre 10 mètres de haut et faire jusqu'à 6 mètres de circonférence.
L'écorce est dure et profondément sillonnée, et a une couleur intermédiaire entre le brun et le gris foncé.
Les feuilles font de 5 à 10 centimètres de long et sont dentées. Elles sont semi-persistantes, l'arbre ne perd pas ses feuilles durant les hivers chauds. G. Ne'Eman émet l'hypothèse selon laquelle cette espèce serait dans une phase d'évolution d'un état caduque vers un état persistant.

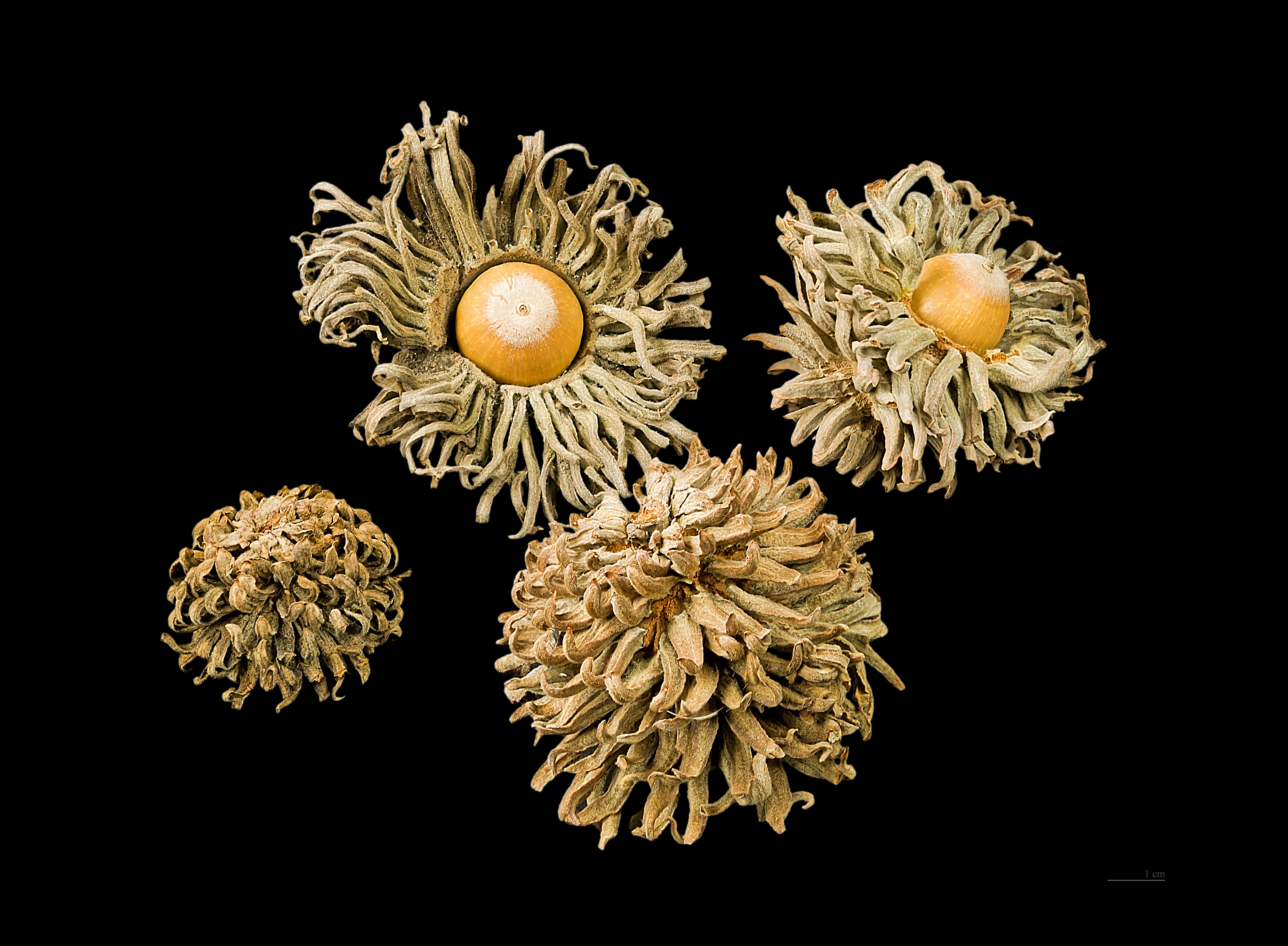
Glands de Quercus ithaburensis

## Sous-espèces
- Quercus ithaburensis subsp. macrolepis (Kotschy) Hedge & Yalt.
- Quercus ithaburensis subsp. ithaburensis (Turquie, Jordanie)[8].

## Phylogénie
Quercus ithaburensis appartient à la section Cerris qui se serait divisée en deux branches à l'éocène, l'une évoluant en Asie, la deuxième en Eurasie. De cette deuxième branche est issue la sous-section Aegylops d'où se différencieront au miocène, par spéciation allopatrique, Quercus ithaburensis et Quercus brantii.

## Utilisation par l'homme
On a retrouvé sur les sites archéologiques du pont des Filles de Jacob et de la grotte de Kébara des fortes indications de consommation humaine de glands de Quercus ithaburensis datant du Paléolithique.
Il a été traditionnellement utilisé par les locaux, pour son bois, pour la nourriture des porcs ainsi que pour ses vertus médicinales. Il n'a cependant pas été cultivé. Selon Jared Diamond, la raison vient du fait que l'amertume des glands est un caractère contrôlé par un grand nombre de gènes, contrairement par exemple aux fruits de l’amandier, ce qui rendait sa culture compliquée.
Le chêne du Mont Thabor occupait originellement une grande partie du Proche Orient mais l'extension des zones cultivées a provoqué la décroissance de ses populations dès le néolithique. Mais c'est surtout au XIXe siècle que la déforestation fut la plus importante. Dans les années 1830, Ibrahim Pacha, Wali d'Egypte décida d'exploiter intensément la forêt de chênes de la plaine de Sharon pour ses chantiers navals. Au début du XXe siècle, ce sont les Ottomans qui détruisent cette même forêt pour construire une ligne ferroviaire. Cet espace dépourvu d'arbres fut ensuite mis en culture après la création de l'état d’Israël.
Un programme d'aménagement tente de restaurer les peuplements de Quercus ithaburensis dans la plaine de Sharon depuis 2019.
Le bois du chêne du Mont Thabor est utilisé traditionnellement pour la construction, ses glands sont appréciés pour leur richesse en tanin dans l'industrie du cuir.

## Sources
1. ↑  « Quercus ithaburensis », sur Arbres, de Jean-Louis Hélardot (consulté le 12 novembre 2014).
2. ↑  « Chêne du Mont Thabor », sur Xycol (consulté le 12 novembre 2014).
3. 1 2 3 4  (en) Coombes, A. et Cameron, R., « Quercus ithaburensis », sur https://www.treesandshrubsonline.org, 2021 (consulté le 22 novembre 2024)
4. 1 2 3  (en) Michael Avishai, « Vallonea or Aegilops Oaks, a Short Review », sur https://www.internationaloaksociety.org, 2016 (consulté le 22 novembre 2024)
5. ↑  (en) « Quercus ithaburensis », sur Wild Flowers of Israel (consulté le 12 novembre 2014).
6. 1 2  Mayer-Chissick et Lev 2014, p. 20.
7. ↑  G. Ne'Eman, « Variation in Leaf Phenology and Habit in Quercus Ithaburensis, a Mediterranean Deciduous Tree », Journal of Ecology, British Ecological Society, vol. 81, no 4,‎ décembre 1993, p. 627-634 (lire en ligne)
8. ↑  (en) « Quercus ithaburensis subsp. ithaburensis », sur https://powo.science.kew.org/ (consulté le 22 novembre 2024)
9. ↑  (en) Thomas Denk et al, « Niche evolution in a northern temperate tree lineage: biogeographical legacies in
cork oaks (Quercus section Cerris) », Annals of Botany, no 131,‎ 2023, p. 769-787 (DOI 10.1093/aob/mcad032, lire en ligne)
10. ↑  Mayer-Chissick et Lev 2014, p. 10.
11. ↑  (en) Ofri Bar, « A-Sharnu, a thick forest in Akkadian » [PDF], sur https://www.internationaloaksociety.org, 2019 (consulté le 22 novembre 2024)